# حاجی‌وند
حاجیوند طایفه‌ای از شاخه چهارلنگ و از باب ممیوند می‌باشد که از یازده تیره شامل: هیل هیل،  کائد، غالبی، الیاسی، خسروی، قاسمعلی، آآ، گرپی، شیخ سوخته زار، تادخیری، تاسمالی و  تشکیل می‌شود. این طایفه اکثراً در استان‌های خوزستان و لرستان زندگی می‌نمایند.

## محل سکونت
ییلاق
- شهرستان ازنا، شهرستان الیگودرز و شهرستان دورود و منطقه سپیددشت از توابع استان لرستان و  از توابع استان خوزستان.

قشلاق
شهرستان دزفول، شهرستان شوشتر شهرستان گتوند و شهرستان لالی . شهرستان اندیمشک از استان خوزستان.